# Deborah Oakley González
Debora Oakley González (nació en México, Distrito Federal el 11 de agosto de 1980) es una remadora mexicana que participó en las Olimpiadas de Londres 2012 en la competencia de remo categoría peso abierto en 1x (bote individual), obteniendo el cuarto lugar en la final D y el vigésimo segundo puesto del ranking general.

## Vida personal
A los dos años emigró con su familia al estado de Puebla donde cursó la educación primaria, secundaria y preparatoria en el Colegio Americano y la Licenciatura en Administración de Hoteles y Restaurantes en la Universidad de las Americas de Puebla (UDLAP). A los 26 años regresó al Distrito Federal, donde trabajó como coordinadora de eventos y consultora empresarial, hasta incorporarse como asesora de cumplimiento a la empresa Scotiabank México en 2010, en la que trabaja actualmente.

## Carrera deportiva
Desde muy temprana edad Deborah se interesó en la práctica del deporte. Jugó baloncesto durante la secundaria y preparatoria, e hizo natación durante sus años universitarios. En un viaje a Canadá en 2001 conoció el remo como espectadora de una competencia, pero no fue sino hasta 2009 cuando lo comenzó a practicar. Tan sólo dos años después logró su clasificación a los Juegos Panamericanos de Guadalajara 2011, en los que participó en la modalidad de Cuatro scull (W4x) femenino, ocupando la quinta posición. Unos meses más tarde, consiguió su clasificación a Londres gracias a quedar ubicada en el tercer lugar del bote abierto con un par de remos cortos, en la Regata Latinoamericana que se realizó en Tigre, Argentina, y consiguió la cuota a la justa británica, tras cruzar la meta con un tiempo de 8:26.38 minutos; detrás de la campeona panamericana Yariulvis Cobas (8:21.23) y la salvadoreña Ana Camila Vargas (8:24.65).
Al regresar de las Olimpiadas de Londres 2012 tuvo que ser sometida a una operación de cadera debido a la ruptura del tejido labrum y suspender su práctica deportiva. Desde entonces retomó su trabajo en Scotiabank y se dedica a dar pláticas motivacionales.